# آرام نالبانديان
آرام نالبانديان (بالأرمنية: Արամ Բագրատի Նալբանդյան)‏ (و. 1908 – 1987 م) هو فيزيائي، وكيميائي 

## التعليم
تعلم في جامعة ولاية يريفان

## جوائز
حصل على جوائز منها:
- وسام "العمل الشجاع في الحرب الوطنية العظمى 1941-1945.